# La Sanguijuela, Jalisco
La Sanguijuela är en ort i Mexiko.   Den ligger i kommunen Degollado och delstaten Jalisco, i den centrala delen av landet, 300 km väster om huvudstaden Mexico City. La Sanguijuela ligger 1 819 meter över havet och antalet invånare är 146.
Terrängen runt La Sanguijuela är kuperad norrut, men söderut är den platt. Terrängen runt La Sanguijuela sluttar söderut. Runt La Sanguijuela är det ganska tätbefolkat, med 104 invånare per kvadratkilometer. Närmaste större samhälle är La Piedad Cavadas, 16,7 km söder om La Sanguijuela. I omgivningarna runt La Sanguijuela växer huvudsakligen savannskog.